# Blériot IX
Le Blériot IX est le neuvième modèle d'avions construits par l'ingénieur français Louis Blériot, en 1909. C'est un échec puisque l'unique exemplaire ne réussit pas à décoller.

## Caractéristiques et histoire
Le Blériot IX est construit sur les bases du précédent avion de Louis Blériot, le Blériot VIII construit en 1908, un avion réussi avec lequel il réalise la première liaison aller-retour de  ville à ville de l'histoire de l'aéronautique : deux fois treize kilomètres entre Toury et Artenay, parcourus le 31 octobre 1908 . Fort de ce succès, Blériot engage 400 000 francs sur fonds propres, menaçant la santé financière de sa famille, pour la construction de ses trois prochains modèles, les Blériot IX, X et XI. Il reprend donc les principes du Blériot VIII : une configuration monoplan aile médiane, un corps fuselé quadrangulaire, un empennage type Pénaud, une hélice quadripale en aluminium,,. Le fuselage est allongé (le Blériot VIII avait une longueur de 7,5 m alors que celle du Blériot IX atteint 12 m) et surtout ce nouveau modèle bénéficie d'une augmentation significative de la puissance grâce à l'utilisation d'un moteur seize cylindres Antoinette de 50 ch,,. Ce moteur dispose d'un système de refroidissement impressionnant constitué de quatre radiateurs tubulaires. Deux sont montés horizontalement à l'arrière et deux verticalement dans le cadre du train d’atterrissage avant ce qui les rend très visibles et donne un aspect massif à l'appareil. Ce gain de taille et de puissance se traduit également par un fort accroissement de la masse (le Blériot IX pèse 480 kg).
Louis Blériot présente ses trois prototypes, les deux monoplans Blériot IX et XI et le biplan Blériot X, au Salon de l’aéronautique de Paris en décembre 1908 sans vendre un seul avion,. Il effectue finalement les premiers essais de l'appareil le 26 janvier 1909 sur le terrain d'Issy-les-Moulineaux mais des fuites aux radiateurs l'empêchent de décoller et lui valent d'être surnommé l'Arroseuse Municipale par les spectateurs,. Il effectue un autre essai tout aussi infructueux le 10 février avant de l'abandonner pour se consacrer aux modèles suivants,.